# Amphimallon
Amphimallon is een geslacht van kevers uit de klasse van de Insecta (insecten).

## Soorten
- Amphimallon adanense
- Amphimallon alatavicus
- Amphimallon altaicum
- Amphimallon altifrons
- Amphimallon amphibolum
- Amphimallon arianae
- Amphimallon arnoldii
- Amphimallon assimile
- Amphimallon atrum
- Amphimallon beludschistanus
- Amphimallon besnardi
- Amphimallon brucki
- Amphimallon burmeisteri
- Amphimallon cantabricum
- Amphimallon caucasicum
- Amphimallon circassicum
- Amphimallon circumligatum
- Amphimallon crinitus
- Amphimallon dalmatinum
- Amphimallon evorense
- Amphimallon fallenii
- Amphimallon fissiceps
- Amphimallon furvum
- Amphimallon fuscum
- Amphimallon galleti
- Amphimallon gianfranceschii
- Amphimallon insculptus
- Amphimallon javeti
- Amphimallon jeannae
- Amphimallon jeannei
- Amphimallon jedlickai
- Amphimallon jenrichi
- Amphimallon julieni
- Amphimallon keithi
- Amphimallon krali
- Amphimallon litigiosus
- Amphimallon lusitanicum
- Amphimallon maevae
- Amphimallon majale
- Amphimallon maniense
- Amphimallon melillanum
- Amphimallon menori
- Amphimallon modestus
- Amphimallon montanum
- Amphimallon mussardi
- Amphimallon naceyroi
- Amphimallon nigripenne
- Amphimallon nigrum
- Amphimallon obscurus
- Amphimallon occidentalis
- Amphimallon ochraceum
- Amphimallon pardoi
- Amphimallon peropacus
- Amphimallon pini
- Amphimallon pseudomajale
- Amphimallon pygiale
- Amphimallon roris
- Amphimallon ruficorne
- Amphimallon safiense
- Amphimallon sainzi
- Amphimallon scutellaris
- Amphimallon seidlitzi
- Amphimallon semenovi
- Amphimallon sogdianum
- Amphimallon solstitiale
- Amphimallon spartanum
- Amphimallon subcristatus
- Amphimallon subparallelum
- Amphimallon suturalis
- Amphimallon theryi
- Amphimallon variolatus
- Amphimallon verticale
- Amphimallon vitalei
- Amphimallon vivesi
- Amphimallon volgense
- Amphimallon vulpecula